# Cementiri d'Avalon
El Cementiri d'Avalon (Avalon Cemetery en anglès), situat a Soweto (Johannesburg), és un dels cementiris més grans de Sud-àfrica. Va ser inaugurat el 1972, en el moment de més repressió del govern apartheid que dirigia el país, com un cementiri només per a negres. Hi ha més de 300.000 persones enterrades en una àrea d'1,7 km². Les tombes es troben a menys de 2 peus de distància les unes de les altres. Cap al 2010 s'esperava que el cementiri assolís la seva màxima capacitat a causa de la quantitat de morts provocades pel Sida.

## Cultura d'enterrament
A l'Àfrica, la mort tendeix a ser un ritual de traspàs important. Les víctimes del Sida que no s'han casat, els queda l'enterrament com a única gran cerimònia al llarg de la seva vida. Les famílies fan tot el que sigui necessari per possibilitar-los un viatge confortable al món dels ancestres. Els morts, moltes vegades, guien i inspiren als vius.
Els enterraments que atrauen a més de 500 persones són molt comuns. Aquestes persones no són necessàriament amics o coneguts del mort. També hi assisteixen amics dels amics, així com d'altres que potser van coincidir molt poc o només una vegada amb el traspassat.

## Tombes famoses
El Cementiri d'Avalon és conegut per la quantitat de persones rellevants que hi han estat enterrats. Alguns d'aquests han estat Hector Pieterson, Joe Slovo, Lillian Ngoyi, Helen Joseph i Hastings Ndlovu.